# Represa El Chocón
La Represa El Chocón es una central hidroeléctrica argentina, ubicada sobre el río Limay, en las provincias de Neuquén y Río Negro, en la Patagonia argentina. Forma parte de un complejo hidroeléctrico que cuenta con una capacidad instalada de1,260 megawatts (1,690,000 HP)  y que comprende también la central del embalse de Arroyito, dique compensador de El Chocón, emplazado sobre el mismo río, 25 km aguas abajo. El conjunto representa una capacidad de generación media mensual de 236 GWh, lo que equivale aproximadamente al 7% de la generación total de energía hidroeléctrica del país, que a su vez genera el 29% de la electricidad nacional.
La central fue construida por el Estado nacional a través de la empresa Hidronor, que gestionó la misma hasta su privatización en 1993. Fue considerada en su momento como "la obra del siglo". En 1993 el complejo hidroeléctrico El Chocón-Arroyito fue entregado en concesión durante 30 años a una empresa privada constituida por el Estado, llamada Hidroeléctrica El Chocón S.A. En 2023, todos los bienes de la empresa concesionaria deberán ser devueltos al Estado Nacional.
La empresa concesionaria, Hidroeléctrica El Chocón, ha tenido diferentes accionistas. Inicialmente y durante varios años, el accionista mayoritario fue la empresa estatal española Endesa, luego privatizada y controlada por diversos grupos, entre los que se destacó Enersis. Desde 2009 Endesa fue siendo cada vez más controlada por la empresa multinacional italiana Enel, de mayoría estatal, que también tomó el control de otras empresas estratégicas del sector eléctrico argentino, como Edesur, la Central térmica Costanera (la mayor central térmica del país) y la ex CEMSA (Comercializadora de Energía del MERCOSUR S.A.), líder de la cámara patronal de empresas comercializadoras de energía. En 2016, el grupo Enel dispuso cambiar el nombre original de la empresa concesionaria Hidroeléctrica El Chocón por Enel Generación El Chocón.

## Historia

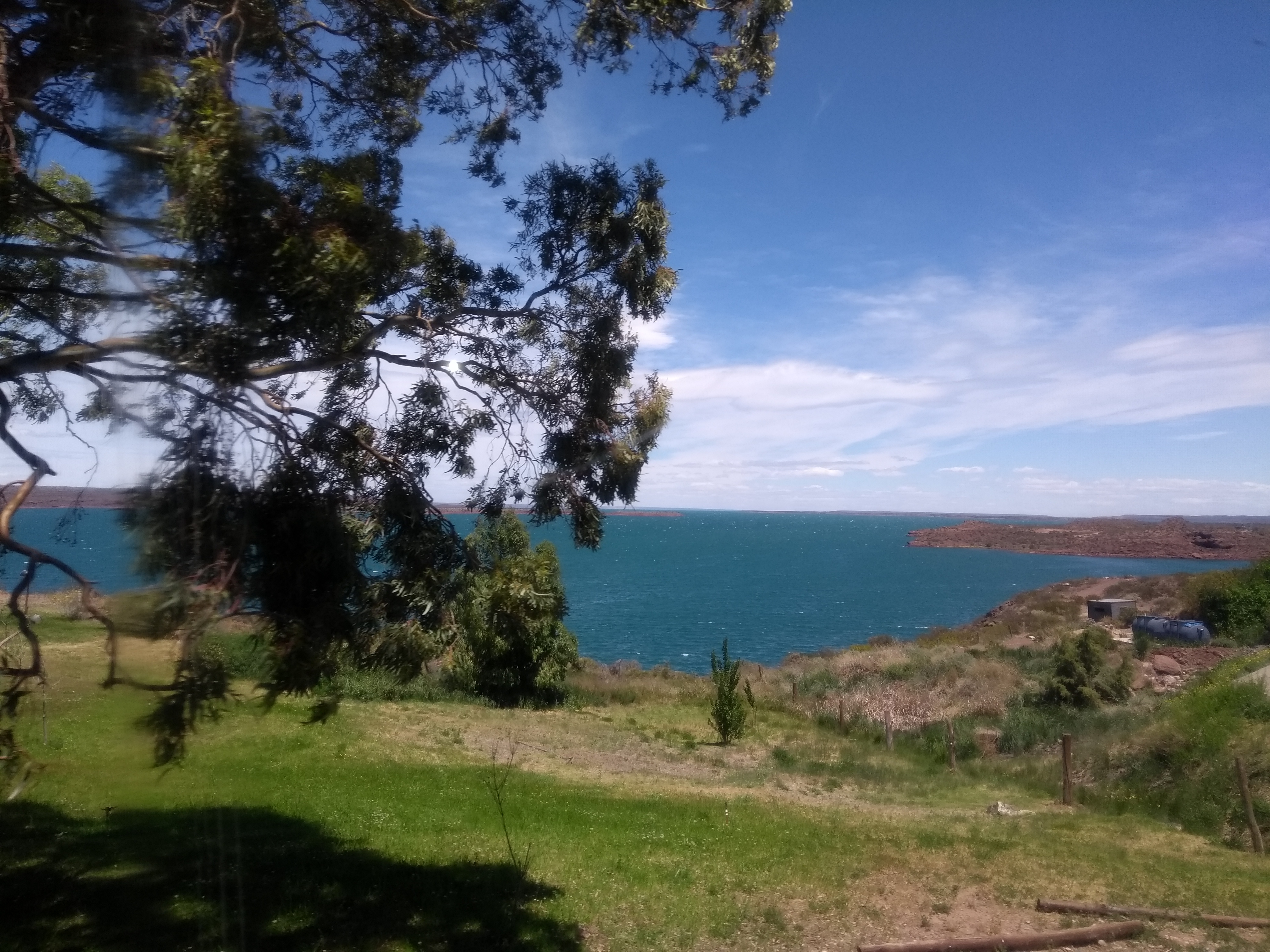

Las crecidas del río Negro y sus afluentes, los ríos Limay y Neuquén, resultaban una constante preocupación para las poblaciones y zonas productivas del Alto Valle y Valle Medio, sobre todo a partir de la Gran inundación de 1899, que devastó una extensa región del norte de la Patagonia, incluyendo las ciudades de Viedma y Carmen de Patagones.
Unos años más tarde, en 1903, se instalaron estaciones de aforo sobre las cuencas de los ríos Neuquén (estación Paso de los Indios) y Limay (estación Paso Limay), con el fin de obtener datos hidrológicos básicos tales como caudales medios, variaciones estaciones de caudal, caudales máximos instantáneos, dinámica y duración de las crecidas, etcétera.
Recién en 1938 comenzaron los estudios preliminares para determinar la ubicación de un embalse en la cuenca baja del río Limay. Este embalse tendría como objetivo principal la regulación del caudal de dicho río y como objetivos secundarios la ampliación de la zona de riego y la generación eléctrica. Estos estudios fueron llevados a cabo por una comisión de técnicos de la Dirección General de Irrigación, que encontró la angostura llamada El Chocón como sitio apropiado para el emplazamiento.
En la década de 1950 la empresa pública Agua y Energía Eléctrica tomó activa participación en el desarrollo del proyecto, realizando estudios geológicos y topográficos (1954) y llamando a licitación para la construcción del dique (1958). Sin embargo, la licitación fue infructuosa ya que se consideró que los precios ofertados eran altos y la financiación inadecuada.
En la década siguiente, el proyecto de El Chocón fue revisado y modificado para incorporar en forma conjunta el control de crecidas del río Neuquén (Cerros Colorados), en lo que se denominó como complejo Chocón-Cerros Colorados, a instancias de las recomendaciones de distintas consultoras contratadas por el Senado de la Nación (1960 y 1961), las que posteriormente realizaron un informe técnico, económico y financiero (1962) y confeccionaron las bases de la licitación (1963).
En 1967 el Estado Nacional mediante el Decreto n.º 7925 creó la empresa Hidronor (Hidroeléctrica Norpatagónica S.A.), constituida en un 51% por el Estado Nacional y en un 49% por las provincias de Neuquén, Río Negro y Buenos Aires, que tenía como objetivo estatutario la construcción de centrales eléctricas en la región del Comahue. Unos meses más tarde se le adjudicó a Hidronor la construcción y operación del complejo Chocón-Cerros Colorados.
La construcción del complejo El Chocón comenzó en 1968. Por sus dimensiones y potencia instalada esta central hidroeléctrica se convertiría en una pieza fundamental del sistema energético del país. Así, fue llamada “la obra del siglo”.
El 19 de diciembre de 1972 entró en servicio comercial la primera turbina de la Central El Chocón. Cada año sucesivo fue entrando en operación un nuevo generador. Las obras concluyeron en el año 1977 con la habilitación de su sexto generador. 
Con el objeto de optimizar el uso del recurso hídrico, en el año 1975 se inició la construcción del dique compensador Arroyito, situado aguas abajo de El Chocón, sobre el río Limay, entrando en servicio comercial el primer turbogrupo en julio de 1983 y el tercer y último en marzo de 1984.
La Empresa Nacional de Electricidad S.A. (“Endesa Chile”), sociedad controlante de Hidroeléctrica El Chocón S.A. -directamente e indirectamente- a través de sus controladas Hidroinvest S.A. y Endesa Argentina S.A., se escindió dando lugar a una nueva sociedad denominada Endesa Américas S.A. (“Endesa Américas”), a la que se le asignaron las participaciones societarias y otros activos que Endesa Chile tiene fuera de Chile –entre ellos la tenencia en Hidroeléctrica El Chocón S.A. Actualmente posee 59% de la participación accionaria.

## Concesión

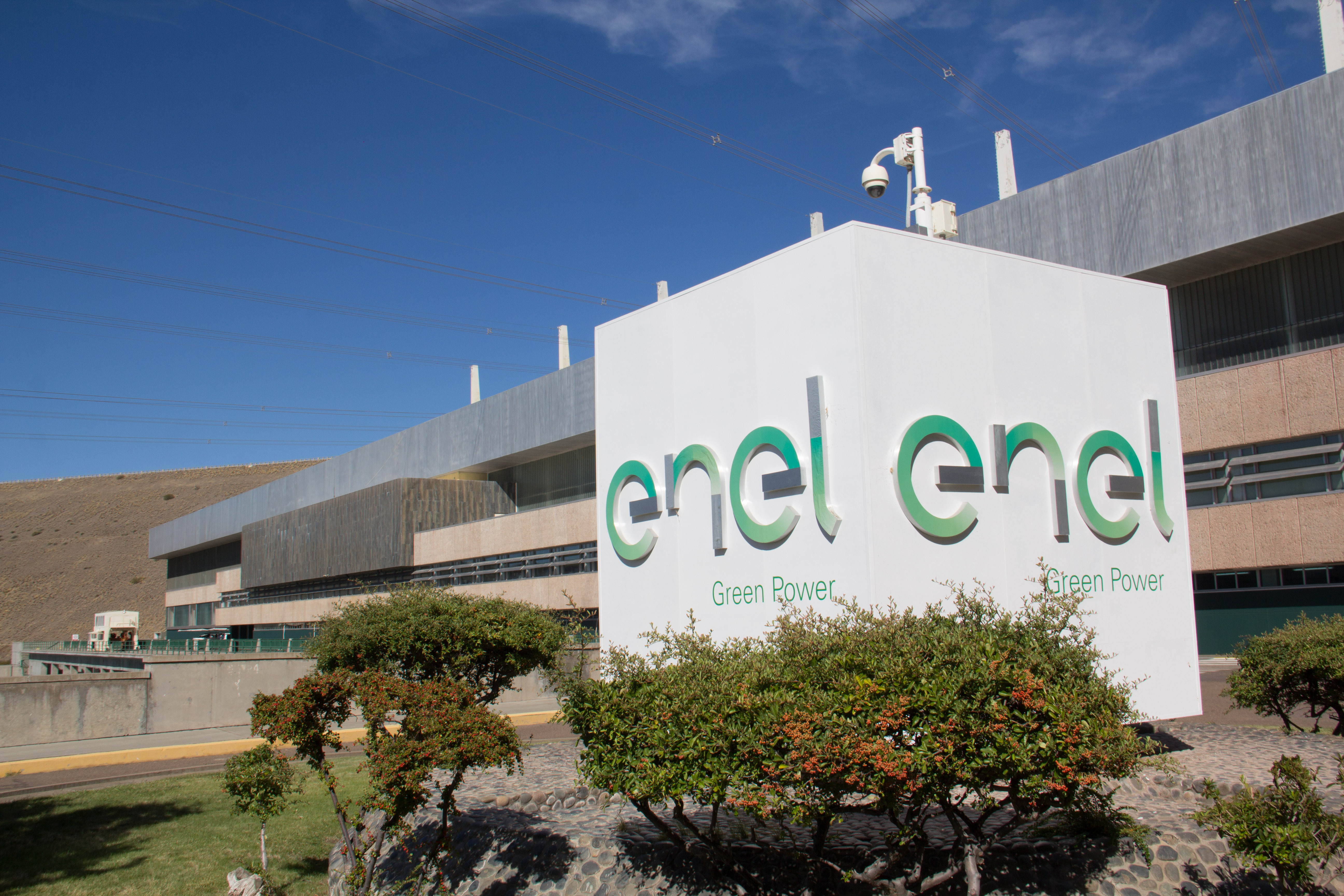
Ingreso principal al complejo hidroeléctrico El Chocón

La formación de la empresa Hidroeléctrica El Chocón tiene su origen en la división de la Empresa del Estado Nacional, Hidronor, en cumplimiento del Decreto del Poder Ejecutivo Nacional N.º 287 del 22 de febrero de 1993, en el marco del proceso de transformación del sector eléctrico de Argentina.
La Empresa fue otorgada en concesión a partir del 11 de agosto de 1993 por el término de 30 años al consorcio Hidroinvest S.A., controlante con más del 50% de participación, para la generación de energía eléctrica mediante el aprovechamiento de los saltos formados por las obras de El Chocón y Arroyito sobre el río Limay.

### Estructura accionaria[12]
| Accionista                    | Cantidad de acciones | Clase de acciones | Participación |
| ----------------------------- | -------------------- | ----------------- | ------------- |
| HidroInvest S.A.              | 152.277.866          | A                 | 51,0000%      |
| HidroInvest S.A.              | 23.886.723           | B                 | 8,0000%       |
| Provincia de Neuquén          | 89.276.631           | B                 | 29,900%       |
| Enel Argentina S.A.           | 18.493.689           | B                 | 6,1938%       |
| Enersis Américas S.A.         | 7.405.768            | B                 | 2,4803%       |
| Germano Valle                 | 1.270.839            | B                 | 0,4256%       |
| Provincia de Río Negro        | 853                  | B                 | 0,0003%       |
| Banco de la Nación Fiduciario | 5.971.681            | C                 | 2,0000%       |

## Generación hidroeléctrica
Aprovechamiento del salto Chocón–Arroyito sobre Río Limay.

### El Chocón

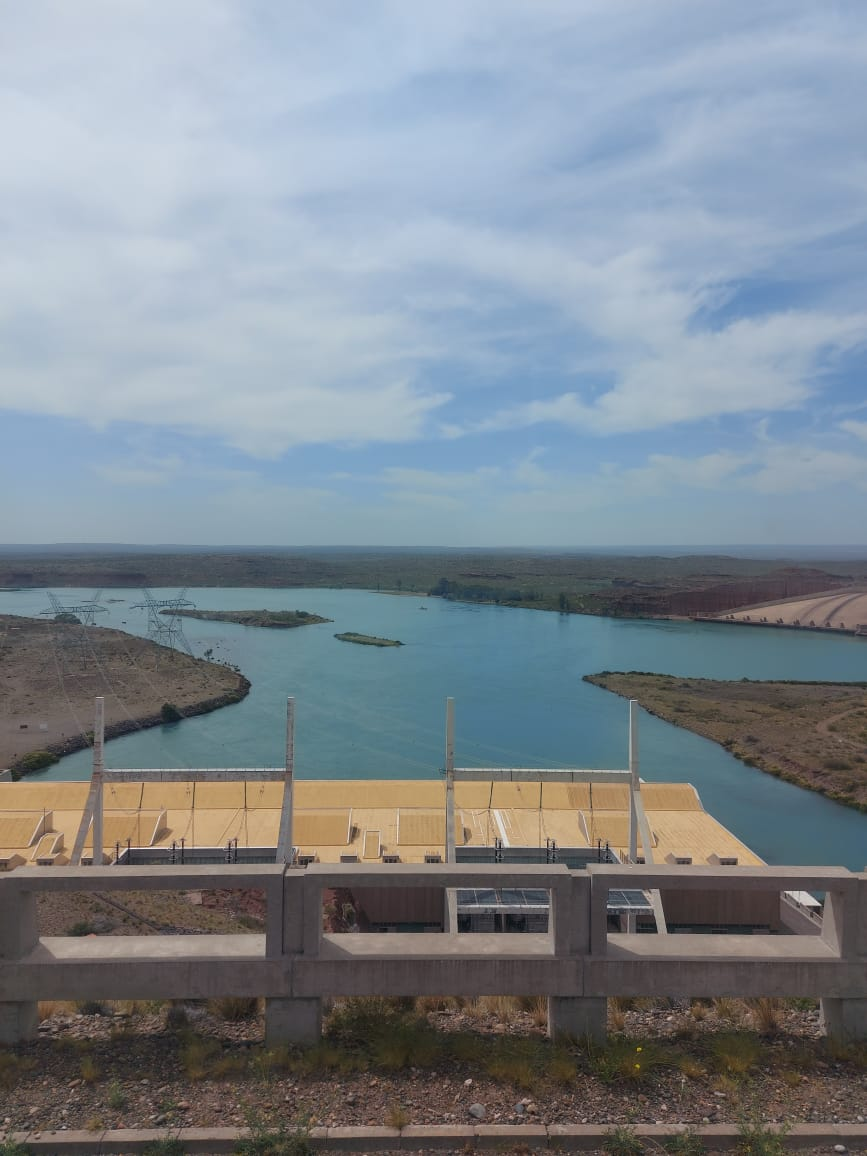

La obra El Chocón está compuesta por una central hidroeléctrica, una presa de material granular y núcleo impermeable, un vertedero con cuatro compuertas radiales, una obra de tomas y tuberías forzadas.
La central hidroeléctrica, ubicada en la margen izquierda del río, inmediatamente aguas debajo de la presa, cuenta con seis grupos generadores con una potencia total de 1200 MW.
Aguas arriba de la sala de máquinas se ubican los tres bancos monofásicos de transformadores principales y los pórticos de salida de las líneas de transmisión de 500 kV que vinculan la central con el sistema argentino de interconexión.
Aguas debajo se sitúan la galería de refrigeración de máquinas, y en un nivel superior, la sala de supervisión con el equipamiento necesario para el mando automático de las unidades generadoras.
El embalse ocupa una superficie aproximada del valle del río Limay de 830 km² y contiene un volumen total de agua de 20 600 hm³. Su longitud máxima es de 68 km y el ancho de 20 km, la profundidad máxima de 64 m, la media de 24 m y la longitud de costa de aproximadamente  565 km. 
La presa tiene una longitud de coronamiento de 2500 m y una altura máxima sobre la fundación de 86 m en la sección del lecho del río, la cual abarca 900 m de longitud. El estribo derecho es el más alto y en él se encuentra el vertedero. La capacidad de evacuación máxima es de 8000 m³/s, a través de cuatro compuertas radiales.

### Arroyito
Es el dique compensador de El Chocón y se encuentra a 25 km aguas debajo de la central. Su objetivo primordial es evitar las fluctuaciones diarias de caudal del río Limay originadas por la variación en la producción de energía por El Chocón. 
Al pie de la presa se encuentra la central hidroeléctrica, con una potencia instalada de 128 MW y un vertedero operativo y de crecidas ubicado junto a la central. 
El embalse Arroyito, ubicado inmediatamente aguas debajo de El Chocón, tiene las siguientes características: altura sobre el nivel del mar, 316,5 m; superficie, 42,3 km²; volumen total, 361 hm³; variación del nivel, 5,35 m; longitud máxima, 27 km; ancho máximo, 3,8 km; profundidad máxima, 16 m; profundidad media, 7,8 m; y longitud de costa, 72 km.
El primer tramo del embalse, aguas debajo de la central El Chocón, tiene un ancho de aproximadamente 1,2 km y presenta en general barrancas de media altura - 10−20 m - alcanzando en algunos sectores 50 m.
La presa de Arroyito es un terraplén de unos 3500 m de longitud, compuesto por una sección homogénea y permeable de gravas arenosas.
El apoyo izquierdo de la presa está constituido por rocas sedimentarias (arcillitas y areniscas) que conforman la ladera del valle del río Limay, mientras que el apoyo derecho está constituido por arenas y gravas naturales del lecho del río hasta alcanzar el nivel de coronamiento. La cota de coronamiento es de 319,00 m s. n. m.
La altura media de la presa, medida desde su fundación, es de 13 m y la máxima de 26 m. El ancho del coronamiento es variable entre 6−10 m, de acuerdo con la finalidad del camino.
El vertedero está ubicado adyacente a la central, su estructura se compone de un bloque de base monolítico sobre el que se levantan las pilas que conforman siete vanos de 12,50 m cada uno y cuya descarga se regula con compuertas radiales de 7,40 m de altura.

## Mantenimiento
Durante el año 2015 se realizaron las tareas del Plan de Mantenimiento Programado, logrando cumplir con 95% de las tareas en la Central Chocón y el 92% en la Central Arroyito, registrándose este año un solo mantenimiento mayor en la unidad 4 de la Central Chocón.
Mantenimiento mayor de la unidad 4 Chocón 25/03 – 30/04/15
Luego de 142.478,9 horas de marcha y 20.494,6 horas desde la anterior revisión, la unidad G4CH se encontró en un estado general bueno.